# Palle Mikkelborg
Palle Mikkelborg (6 marzo 1941) è un trombettista, compositore, arrangiatore e produttore discografico danese di musica jazz.
La sua carriera professionistica iniziò nel 1960, e da allora Mikkelborg è stato una figura centrale nel panorama della musica jazz progressiva danese ed internazionale. Egli ha pubblicato album come solista, come cofondatore di diversi gruppi e come sideman e/o arrangiatore in molti album di altri musicisti. Tra le sue più importanti collaborazioni, si ricordano quelle con le orchestre di Gil Evans e George Russell poi con Gary Peacock, Jan Garbarek e Miles Davis, per cui compose e produsse l'album del 1985 Aura (pubblicato nel 1989).